# Протеи
Проте́и (лат. Proteidae) — семейство хвостатых земноводных. Состоит из двух родов, обитающих в Северной Америке (Necturus) и Европе (Proteus). Ведут водный образ жизни. Предположительно, протеи представляют собой неотенические личинки неизвестных древних саламандр, поскольку способные к размножению взрослые особи протеев имеют все характерные черты личинок хвостатых амфибий.
Европейские протеи обитают в подземных озерах пещер Динарского нагорья в Словении и Хорватии. Американские протеи живут на востоке США и на юге Канады.

## Внешний вид и строение
Семейство протеев характеризуется вытянутым телом, двумя парами слабых конечностей, а также хвостом с плавательной складкой. Имеют три пары перистых наружных жабр ярко-красного цвета. Лёгкие взрослых удлинённые, гладкостенные. Глаза маленькие, лишенные век или скрыты под кожей. Верхнечелюстные кости отсутствуют, поэтому зубы имеются только на нижней челюсти и межчелюстных костях. Чаще всего протеи бывают бело-кремового цвета, но под влиянием продолжительного освещения окраска становится красновато-бурой или на коже появляются синеватые и черные пятна.
Проявляет отрицательный фототропизм даже после обезглавливания (светочувствительна вся поверхность тела, особенно голова и хвост).

## Размножение
У американских протеев самка откладывает несколько десятков яиц и охраняет их до вылупления личинок. У европейского протея самка обычно рождает двух живых личинок, а в неволе при температуре около 20°С самки этого вида откладывали от 12 до 80 жизнеспособных яиц.

## Развитие
У протеев есть два варианта развития. Изначально личинки серого цвета и не лишены открытых глаз. В первом случае, если они развиваются в полной темноте, в пещере, то через год у них исчезает серый окрас, сменяясь на более светлые тона, а глаза покрываются слоями кожи из-за ненадобности.
В другом случае, если они будут находиться на свету, то развитие пойдет по-другому — тело останется серым, а глаза постепенно станут работоспособным органом. Биологи пришли к выводу, что депигментация и исчезновение глаз — своеобразный способ приспособления к окружающей среде.

## Питание
Пищу они ищут в наполненных водой проходах — в основном это маленькие пещерные рачки и занесенные водой под воду червяки, насекомые.

## Протеи и человек
Протей европейский (Proteus anguinus) известен в средневековом предании как «дракон-ольм» (в переводе с немецкого «дракон-личинка»), обитающий в недоступных горных пещерах. Европейцы верили, что дракон-ольм — это только что родившийся детёныш большого дракона, обитающего в глубоком подземелье.

## Классификация
- Род Necturus Rafinesque, 1819 — Американские протеи
  - Necturus alabamensis Viosca, 1937 — Алабамский протей
  - Necturus beyeri Viosca, 1937 — Прибрежный протей
  - Necturus lewisi Brimley, 1924 — Речной протей
  - Necturus maculosus (Rafinesque, 1818) — Американский протей
  - Necturus punctatus (Gibbes, 1850) — Карликовый протей
- Род Proteus Laurenti, 1768 — Протеи
  - Proteus anguinus (Laurenti, 1768) — Европейский протей